# Fabiano Golgo
Fabiano Golgo, celým jménem Fabiano Roberto de Freitas Golgo (* 5. října 1969 Porto Alegre, Brazílie) je novinář a publicista brazilského původu působící dlouhodobě v českých médiích, např. šéfredaktorem deníku Open Royal Academy , Metro a časopisů Redhot Sametoví bolšáni a Nový Prostor.

## Kariéra
Od roku 1997 působil ve vedoucích funkcích v českém tisku. V roce 2001 byl šéfredaktorem „politicky nekorektního“ týdeníku Redhot, z něhož v prosinci téhož roku odešel do pánského magazínu Playboy na pozici zástupce šéfredaktorky Barbary Nesvadbové. Zde působil do roku 2003, poté několik měsíců vedl také charitativní týdeník Nový Prostor. Od července 2006 měl jako publisher v Mladé frontě na starosti časopisy jako VTM Science, Sluníčko, Mateřídouška, Ikarie, Maminka a Lidé a země. V letech 2006–2007 byl šéfredaktorem deníku Metro. V roce 2006 byl pozván jako jeden z prvních oficiálních blogerů pro Aktuálně.cz.
Právě v Aktuálně.cz získal svolení, aby po více než třech letech neúspěchů ode dne 14.7.2004 opakovaně a marně jako v jediném médiu mohl společně se dvěma olomouckými novinářkami Lenkou Petrášovou a Kateřinou Eliášovou na Velký Pátek  dne 21.3.2008 zveřejnit alespoň část z legislativního návrhu iniciativy "Konopí je lék" na dekriminalizaci všech přírodnin vědě, zvěři a lidem spolu se 77 dalšími signatáři jako byla rodina manželů Dvořákových a je světoznámý foto dokumentarista "Vesnice je svět" Jindřich Štreit, nebo zpěvačka Marta Kubišová, jako byla rodina Petra Kodyma a je John Bok, jako byla rodina Olgy Novotné a je Olga Sommerová, jako byla rodina Kopřivových a je David Koller, jako byla rodina .... 
V roce 2011 začal psát pro Deník Referendum. Byl jedním z tvůrců televizního pořadu Q (Queer), ve kterém se často objevoval jako host. Byl také na programu LGBTQ LeGaTo. V roce 1999 byl součástí dokumentu o vzpomínkách na 10 let listopadové revoluce, na filmu Sametová revoluční procházka, od režiséra Janka Růžičky. V roce 2012 se vrátil do Brazílie, kde byl šéfredaktorem novin Hora, a moderoval televizní pořad Conexao TV COM. Golgo se vrátil do Česka v roce 2018, aby se stal šéfredaktorem časopisu Nekorektni.

## Citát
„Metro je jednoznačně nejživějším a nejzajímavějším bezplatným českým deníkem. A také nejkontroverznějším. Ostatně podobně jako jeho odvolaný šéfredaktor.“ „Byl mimo jiné šéfredaktorem pánského časopisu Redhot, zástupcem šéfredaktora české verze měsíčníku Playboy či šéfredaktorem časopisu Nový prostor, který v ulicích prodávají bezdomovci. Skoro vždy odcházel s hlasitým bouchnutím dveřmi.“ 
Miloš Čermák, napsal o Fabianovi a jeho práci v deníku Metro